# Белджирате
Белджира̀те (на италиански: Belgirate, на местен диалект: Belgirà, Белджира) е село и община в Северна Италия, провинция Вербано-Кузио-Осола, регион Пиемонт. Разположено е на 199 m надморска височина, на югозападния бряг на езеро Лаго Маджоре. Населението на общината е 554 души (към 2010 г.).